# Liste der Monuments historiques in Obernai
Die Liste der Monument historique in Obernai verzeichnet alle klassifizierten und eingetragenen Monuments historiques in der elsässischen Gemeinde Obernai.

## Liste der Objekte
| Bezeichnung                                            | Beschreibung | Standort                                | Kennzeichnung | Schutzstatus | Datum     | Bild           |
| ------------------------------------------------------ | --- | --------------------------------------- | ------------- | ------------ | --------- | -------------- |
| Vier Bleiglasfenster                                   | im nördlichen Querschiff; 1896 durch Merzweiler & Helmle aus Fragmenten der alten Kirchenfenster montiert, diese aus der Werkstatt des Peter Hemmel von Andlau, um 1495 | in der Kirche Sts-Pierre-et-Paul (Lage) | PM67000209    | Classé       | 1979      |                |
| Glocke                                                 | Bronze, 1474 gegossen | im Kappelturm (Lage)                    | PM67000211    | Classé       | 1982      |                |
| Bleiglasfenster Gründung des Klosters Niedermünster    | vermutlich um 1523 von Martin Kurzel angefertigt, nach Hans Baldung Grien                                                                                               | im Hôtel de Ville (Lage)                | PM67000212    | Classé       | 1983      |                |
| Zwei Seitenaltäre (Marienaltar und Josephsaltar)       | jeweils Altartisch, Podest, Retabel, Gemälde und Hochrelief; Holz, 1874                                                                                                 | in der Kirche Sts-Pierre-et-Paul (Lage) | PM67000214    | Classé       | 1982      |                |
| Reliquiar                                              | Holz, 18. Jahrhundert | in der Kirche Sts-Pierre-et-Paul (Lage) | PM67000218    | Classé       | 1982      |                |
| Gemäldezyklus aus dem Alten und Neuen Testament        | elf Gemälde im Chorraum; Ölfarbe auf Leinwand, maroufliert, 1897 von Martin von Feuerstein                                                                              | in der Kirche Sts-Pierre-et-Paul (Lage) | PM67000220    | Classé       | 1982      | weitere Bilder |
| Skulptur Madonna mit Kind                              | Holz, farbig gefasst, 1720 | im Kappelturm (Lage)                    | PM67000223    | Classé       | 1988      |                |
| Tisch                                                  | Nussbaum und Eiche, Einlegearbeiten aus Obstbaumholz, 1660 | im Hôtel de Ville (Lage)                | PM67000554    | Classé       | 1990      |                |
| Schrank                                                | Nussbaum, 1774 | im Hôtel de Ville (Lage)                | PM67000557    | Classé       | 1990      |                |
| Kommode                                                | Buche und Rüster, 18. Jahrhundert | im Hôtel de Ville (Lage)                | PM67000559    | Classé       | 1990      |                |
| Ratsbecher                                             | Silber, vergoldet, 1742 | im Hôtel de Ville (Lage)                | PM67000561    | Classé       | 1990      |                |
| Skulptur Heiliger Sebastian                            | Holz, farbig gefasst, zwischen 1510 und 1520 | in der Krankenhauskapelle (Lage)        | PM67000762    | Classé       | 1995      |                |
| Kanzel                                                 | Holz, bemalt, 1616 | im Espace Athic (Lage)                  | PM67000793    | Classé       | 1997      |                |
| Beschneidungsbank                                      | Holz, bemalt, und Leder, 1861 | in der Synagoge (Lage)                  | PM67000966    | Classé       | 2005      |                |
| Drei Reliefs                                           | Holz, farbig gefasst und vergoldet, 18. Jahrhundert | im städtischen Depot                    | PM67001702    | Inscrit      | 1995      |                |
| Relief Mariä Verkündigung                              | 17. Jahrhundert | im Altersheim (Lage)                    | PM67001715    | Inscrit      | 1995      |                |
| Fünf Prozessionsleuchter und vier Prozessionsstäbe     | Holz, farbig gefasst und vergoldet, 16. und 17. Jahrhundert | im Hôtel de Ville (Lage)                | PM67000859    | Classé       | 2000      |                |
| Zwei Skulpturen: Heiliger Martin und Heiliger Nikolaus | Holz, farbig gefasst und vergoldet, Anfang des 16. Jahrhunderts | im städtischen Depot                    | PM67000761    | Classé       | 1995      |                |
| Fünf Bleiglasfenster                                   | 1904 aus Fragmenten alter Kirchenfenster montiert, diese aus dem Umfeld des Peter Hemmel von Andlau, zwischen 1475 und 1485                                             | im städtischen Depot                    | PM67000794    | Classé       | 1997      |                |
| Kanzel                                                 | Eichenholz, farbig gefasst, 1874 | in der Kirche Sts-Pierre-et-Paul (Lage) | PM67000215    | Classé       | 1982      | weitere Bilder |
| Turmuhr                                                | 1841 von Jean-Baptiste Schwilgué gebaut | im Kappelturm (Lage)                    | PM67000891    | Classé       | 2000      |                |
| Krug                                                   | Zinn, 18. Jahrhundert | im Hôtel de Ville (Lage)                | PM67000562    | Classé       | 1990      |                |
| Kruzifix                                               | vermutlich aus dem 18. Jahrhundert | im städtischen Depot                    | PM67001698    | Inscrit      | 1995      |                |
| Skulptur Johannes der Täufer                           | Holz, farbig gefasst, 18. Jahrhundert | im städtischen Depot                    | PM67001707    | Inscrit      | 1995      |                |
| Pietà                                                  | Holz, farbig gefasst und vergoldet, 18. Jahrhundert | in der Krankenhauskapelle (Lage)        | PM67001714    | Inscrit      | 1995      |                |
| Heiliges Grab                                          | Sandstein, farbig gefasst, bezeichnet 1504; vermutlich von Veit Wagner                                                                                                  | in der Kirche Sts-Pierre-et-Paul (Lage) | PM67000208    | Classé       | 1979      | weitere Bilder |
| Orgel                                                  | Ensemble aus PM67000217 und PM67000507 | in der Kirche Sts-Pierre-et-Paul (Lage) | PM67001066    | Classé       | 1982 1991 | weitere Bilder |
| Orgelprospekt                                          | 1881 von Théophile Klem gebaut | in der Kirche Sts-Pierre-et-Paul (Lage) | PM67000217    | Classé       | 1982      | weitere Bilder |
| Instrumentalteil der Orgel                             | 1881 von Joseph Merklin gebaut | in der Kirche Sts-Pierre-et-Paul (Lage) | PM67000507    | Classé       | 1991      | weitere Bilder |
| Gemälde Porträt von Ludwig XIV.                        | Ölfarbe auf Leinwand, vergoldeter Holzrahmen, Ende des 17. Jahrhunderts                                                                                                 | im Hôtel de Ville (Lage)                | PM67000551    | Classé       | 1990      |                |
| Gemälde Porträt von Ludwig XV.                         | Ölfarbe auf Leinwand, 18. Jahrhundert, nach Charles André van Loo | im Hôtel de Ville (Lage)                | PM67000552    | Classé       | 1990      |                |
| Schrank                                                | Eichenholz, um 1730 | im Hôtel de Ville (Lage)                | PM67000558    | Classé       | 1990      |                |
| Becher                                                 | Silber, vergoldet, 17. Jahrhundert | im Hôtel de Ville (Lage)                | PM67000563    | Classé       | 1990      |                |
| Zwei Altarflügel                                       | Ölfarbe auf Holz, bezeichnet 1508 | im Hôtel de Ville (Lage)                | PM67000861    | Classé       | 2000      |                |
| Gemälde Kreuzigung                                     | möglicherweise ein Altarbild; Ölfarbe auf Holz, bezeichnet 1513 | im Hôtel de Ville (Lage)                | PM67000862    | Classé       | 2000      |                |
| Skulptur Apostel Johannes                              | Holz, farbig gefasst, Anfang des 16. Jahrhunderts | im städtischen Depot                    | PM67000760    | Classé       | 1995      |                |
| Gemälde Porträt eines Mannes                           | Ölfarbe auf Leinwand, signiert Ferdinand Schultz-Wettel 1905 | im Hôtel de Ville (Lage)                | PM67001310    | Inscrit      | 1999      |                |
| Gemälde Porträt einer Bäuerin                          | Ölfarbe auf Leinwand, signier Louis-Philippe Kamm 1950 | im Hôtel de Ville (Lage)                | PM67001311    | Inscrit      | 1999      |                |
| Zwei Leuchter                                          | Zinn, um 1800 | im Hôtel de Ville (Lage)                | PM67001305    | Inscrit      | 1988      |                |
| Sakristeitür                                           | aus der alten Kirche Sts-Pierre-et-Paul; Eichenholz und Schmiedeeisen, Ende des 15. Jahrhunderts, Schloss bezeichnet 1698                                               | im städtischen Depot                    | PM67001700    | Inscrit      | 1995      |                |
| Teile zweier Seitenaltäre                              | aus der Chartreuse de Molsheim; Holz, farbig gefasst und vergoldet, sowie Ölfarbe auf Leinwand, um 1800                                                                 | im städtischen Depot                    | PM67001701    | Inscrit      | 1995      |                |
| Neun Bleiglasfenster                                   | im Chorraum; 1877 von Christian Burckhardt | in der Kirche Sts-Pierre-et-Paul (Lage) | PM67001712    | Inscrit      | 1983      |                |
| Sechs Bleiglasfenster                                  | in den Seitenkapellen; 1879 von Christian Burckhardt | in der Kirche Sts-Pierre-et-Paul (Lage) | PM67001713    | Inscrit      | 1983      |                |
| Secrétaire à abattant                                  | Nussbaumholz, 18. Jahrhundert | im Hôtel de Ville (Lage)                | PM67000555    | Classé       | 1990      |                |
| Buffet                                                 | Nussbaumholz und Rüster, Ende des 18. Jahrhunderts | im Hôtel de Ville (Lage)                | PM67000556    | Classé       | 1990      |                |
| Glocke                                                 | Bronze, 1429 gegossen | im Kappelturm (Lage)                    | PM67000210    | Classé       | 1982      |                |
| Kelch und Patene                                       | Silber, vergoldet, zweite Hälfte des 18. Jahrhunderts | in der Kirche Sts-Pierre-et-Paul (Lage) | PM67000219    | Classé       | 1982      |                |
| Synagogenausstattung                                   | Fragmente von Almemor und Toraschrein; Sandstein, 18. Jahrhundert | in der Synagoge (Lage)                  | PM67000221    | Classé       | 1985      |                |
| Zwei Skulpturen: Petrus und Paulus                     | Sandstein, 18. oder 19. Jahrhundert | in der Kirche Sts-Pierre-et-Paul (Lage) | PM67000222    | Classé       | 1988      |                |
| Bleiglasfenster Madonna mit Kind                       | Ende des 15. Jahrhunderts | im städtischen Depot                    | PM67000792    | Classé       | 1997      |                |
| Gemälde Porträt eines Kindes (Marie-Thérèse Umbricht)  | Ölfarbe auf Leinwand, signiert Honoré-Louis Umbricht 1884 | im Hôtel de Ville (Lage)                | PM67001309    | Inscrit      | 1999      |                |
| Gemälde Elsässerinnen verlassen die Messe              | Ölfarbe auf Leinwand, signiert Ferdinand Schultz-Wettel 1922 | im Hôtel de Ville (Lage)                | PM67001312    | Inscrit      | 1999      |                |
| Zwei Wandvertäfelungen                                 | Holz, bemalt, 18. Jahrhundert; aus der 1892 abgebrochenen Kirche in Niedernai                                                                                           | im städtischen Depot                    | PM67001699    | Inscrit      | 1995      |                |
| Skulptur Haupt Christi                                 | Holz, farbig gefasst, 18. Jahrhundert | im städtischen Depot                    | PM67001703    | Inscrit      | 1995      |                |
| Skulptur Kopf eines Bischofs                           | Holz, 17. Jahrhundert | im städtischen Depot                    | PM67001704    | Inscrit      | 1995      |                |
| Zwei Skulpturen: Betende Engel                         | Holz, farbig gefasst, Anfang des 19. Jahrhunderts | im städtischen Depot                    | PM67001706    | Inscrit      | 1995      |                |
| Zwei Skulpturen: Maria und Johannes                    | vermutlich aus einer Kreuzigungsgruppe; Holz, farbig gefasst, 18. und 19. Jahrhundert                                                                                   | im städtischen Depot                    | PM67001708    | Inscrit      | 1995      |                |
| Skulptur Franz von Assisi                              | Holz, vermutlich aus dem 18. Jahrhundert | im städtischen Depot                    | PM67001709    | Inscrit      | 1995      |                |
| Gemälde Burg Ortenberg                                 | Ölfarbe auf Leinwand, 1848 | im städtischen Depot                    | PM67001710    | Inscrit      | 1995      |                |
| Fünf Beichtstühle                                      | Eichenholz, 1874 | in der Kirche Sts-Pierre-et-Paul (Lage) | PM67000216    | Classé       | 1982      |                |
| Gemälde Porträt des Général de Vives                   | Ölfarbe auf Leinwand, signiert Eugène Louis Charpentier 1857 | im Hôtel de Ville (Lage)                | PM67000553    | Classé       | 1990      |                |
| Pokal                                                  | Silber, vergoldet, 1655 | im Hôtel de Ville (Lage)                | PM67000560    | Classé       | 1990      |                |
| Vier Heiligenskulpturen                                | Holz, farbig gefasst, Mitte des 18. Jahrhunderts | im Hôtel de Ville (Lage)                | PM67000635    | Classé       | 1991      |                |
| Hauptaltar                                             | Altartisch, Retabel, Tabernakel, 18 Skulpturen und Wandverkleidung; Holz, 1874                                                                                          | in der Kirche Sts-Pierre-et-Paul (Lage) | PM67000636    | Classé       | 1982      | weitere Bilder |
| Vier Altarflügel                                       | Ölfarbe auf Holz, bezeichnet 1481 | im Hôtel de Ville (Lage)                | PM67000860    | Classé       | 2000      |                |
| Skulptur Mater dolorosa                                | Holz, farbig gefasst, vermutlich aus dem 18. Jahrhundert | im städtischen Depot                    | PM67001705    | Inscrit      | 1995      |                |
| Drei Bleiglasfenster Leben der heiligen Odilia         | im südlichen Querschiff; 1898 von Merzweiler & Helmle | in der Kirche Sts-Pierre-et-Paul (Lage) | PM67001711    | Inscrit      | 1983      |                |